# Ceres (Torino)

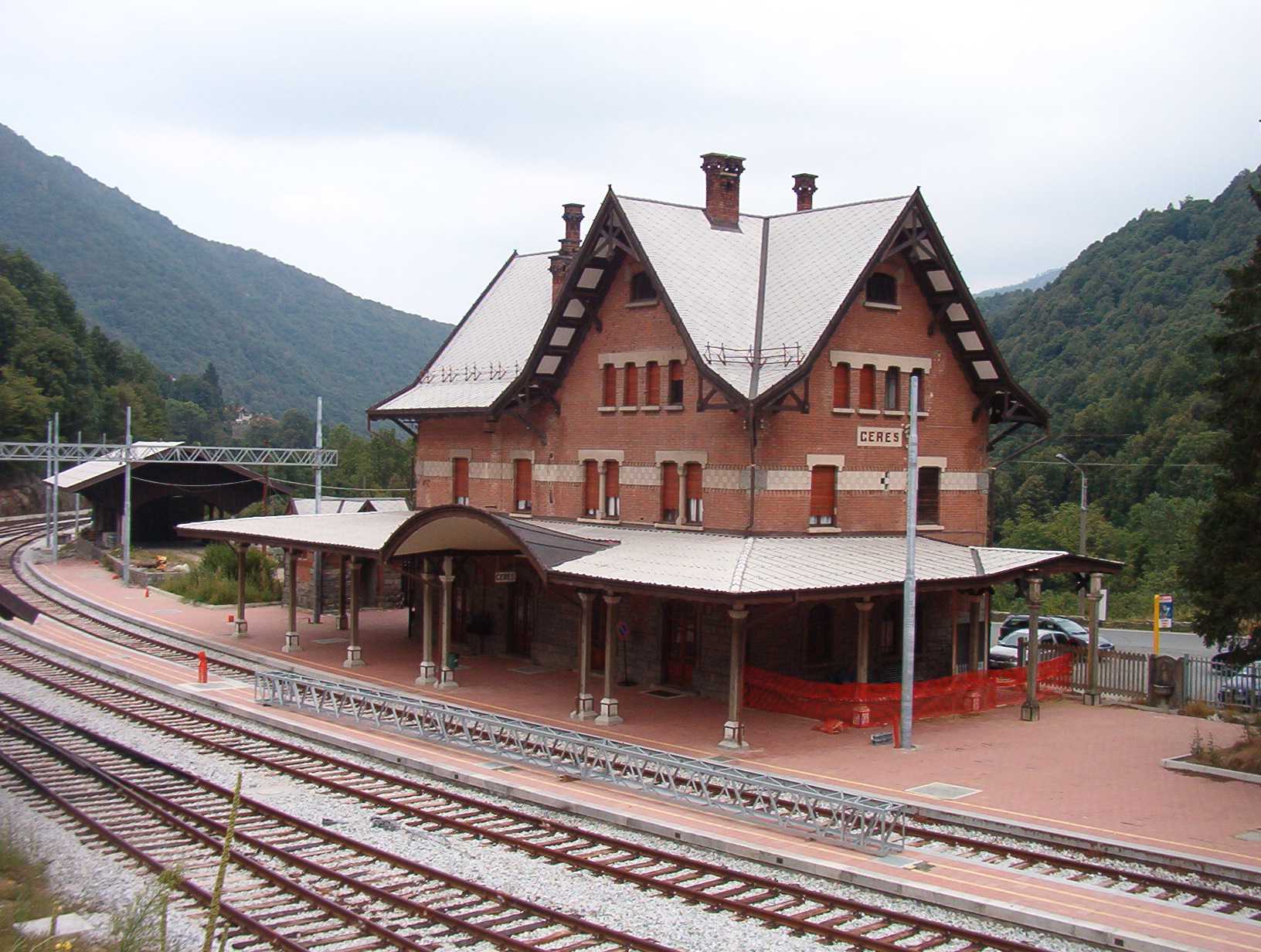
Vasútállomás Ceresben

Ceres (piemontiul: Céres ['ʧerez], okcitánul: Sèress ['sɛʀes], franciául: Cérès) egy 1.082 lakosú község Torino megyében. Ceres a Lanzo-völgyben fekszik. A település nevét a római Ceres istennőről kapta. Területén franko-provenszál nyelvet beszélő kisebbség él.

## Látnivalók
- Oratorio di Santa Croce
- Chiesa Parrocchiale dell'Assunta
- Szent Lepel kápolna